# Erika Hilton
Erika Santos Silva (Franco da Rocha, 9 de dezembro de 1992), mais conhecida como Erika Hilton, é uma política, ativista, e modelo brasileira. Identifica-se como mulher trans e travesti, é filiada ao Partido Socialismo e Liberdade (PSOL) e atua em diversas causas, mas principalmente as voltadas aos direitos das pessoas negras e LGBT.
Nas eleições estaduais em São Paulo de 2018, integrou o mandato coletivo da Bancada Ativista, encabeçado por Mônica Seixas. Após as eleições de 2020, obteve notoriedade nacional e internacional ao tornar-se a primeira vereadora transgênero eleita pela cidade de São Paulo e a parlamentar municipal mais votada do país. Durante o mandato, discutiu questões de gênero, desigualdade e foi responsável pela criação da CPI da Transfobia, entre outros feitos. Devido à visibilidade alcançada, ganhou, em 2021, o prêmio "Generation Change" no MTV Europe Music Awards.
Em 2022, ingressou na disputa eleitoral por uma cadeira na Câmara dos Deputados pelo estado de São Paulo, conquistando o cargo de deputada federal com 256 903 votos. No mesmo ano, foi reconhecida como uma das "100 mulheres mais inspiradoras e influentes do mundo" pela BBC. Em 2023, por votação do público, ficou em segundo lugar entre os melhores parlamentares no Prêmio Congresso em Foco, bem como em sexto lugar na escolha do júri especializado. Já em 2024, Erika se tornou a primeira pessoa trans a assumir a liderança de seu partido (Federação PSOL REDE) na Câmara, a deputada também venceu a votação popular da mesma premiação e foi eleita a melhor Deputada do Brasil.

## Juventude e formação acadêmica
Hilton nasceu na cidade de Franco da Rocha e cresceu na periferia de Francisco Morato, municípios da região metropolitana da capital paulista. Aos 14 anos se mudou com a família para Itu, no interior de São Paulo, tendo sido criada pela mãe, tias e avós.
Quando adolescente, vivendo com seus tios evangélicos, sofreu violência por sua expressão de gênero, sendo forçada a frequentar a igreja, em busca de uma "cura divina". Aos quinze anos foi expulsa de casa, onde estando em situação de rua, recorreu à prostituição para sobreviver. Após seis anos foi resgatada por sua mãe, quem a apoiou para retomar os estudos.
Concluindo o ensino médio através do programa para Educação de Jovens e Adultos, ingressou na Universidade Federal de São Carlos (UFSCar), onde iniciou, mas não concluiu, o curso de gerontologia, mais tarde concluindo o curso de pedagogia. Foi em seu período de graduação que ingressou no movimento estudantil, dando o pontapé inicial para a carreira política que viria a consolidar.

## Carreira política
Iniciou sua carreira política em 2015, após uma disputa com uma empresa de ônibus. Na ocasião, ao tentar comprar uma passagem de ônibus em Itu, a empresa se recusou a imprimir seu nome social feminino na passagem. A legislação em São Paulo que garante direitos de identidade às pessoas trans não se aplicava a empresas privadas. Hilton lançou petições online defendendo o direito de pessoas trans escolherem seus próprios nomes. Após grande engajamento, Hilton acabou obtendo êxito.

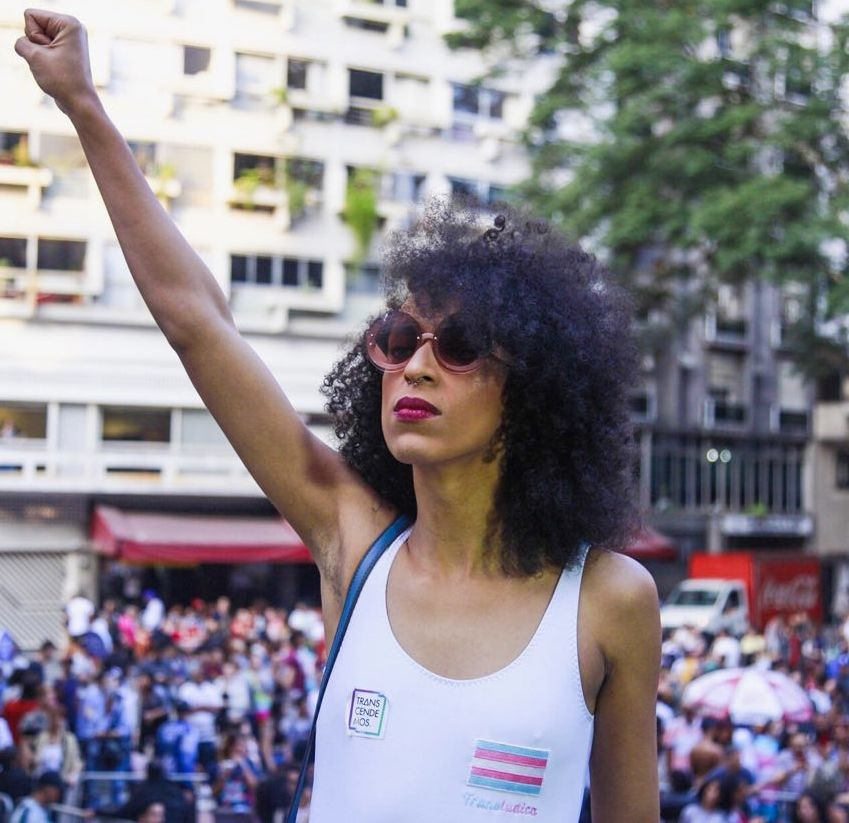
Marcha do Orgulho Trans, em 2019

Com a repercussão do caso, Hilton ganhou reputação como defensora dos direitos de pessoas trans e começou a receber convites para dar palestras em universidades. Foi convidada a se filiar ao PSOL e em 2016 se candidatou a vereadora pelo município de Itu, onde não conseguiu se eleger.
Em 2018 Hilton recebeu o convite para integrar a Bancada Ativista. O grupo que reunia nove pessoas lançou uma candidatura coletiva para uma vaga na Assembleia Legislativa de São Paulo (ALESP). A Bancada Ativista, representada oficialmente por Mônica Seixas, foi eleita com 149 844 votos e Hilton, junto com Seixas e outras sete pessoas assumiram um mandato compartilhado, algo inédito na ALESP. Hilton foi nomeada como assessora e recebia salário correspondente à função, embora atuasse quase como parlamentar. Para comportar a estrutura diferente a ALESP abriu exceções, como permitir a foto de todos os membros do coletivo na porta do gabinete.
Deixou o mandato na ALESP em 2020 para lançar sua candidatura para vereadora em São Paulo. Foi eleita com 50 508 votos, se tornando a vereadora mais votada do Brasil e a primeira mulher trans a ocupar uma cadeira na Câmara Municipal de São Paulo. No mesmo pleito Thammy Miranda (PL) foi o primeiro homem trans a ser eleito naquela casa com 43 321 votos, sendo o 9.º mais votado na cidade.
No dia 27 de dezembro de 2020, antes de assumir o mandato como vereadora de São Paulo, Hilton acionou o Ministério Público contra atos do prefeito Bruno Covas (PSDB) e do governador João Doria (PSDB) que retiraram a gratuidade para idosos acima de 60 anos no transporte público de São Paulo.
Assumiu o mandato de vereadora em 1 de janeiro de 2021 na 18.ª legislatura da Câmara Municipal de São Paulo. Concorreu à presidência da Câmara e foi derrotada pelo vereador Milton Leite (DEM), por 49 votos a 6, recebendo apoio apenas de seu partido.
Em março de 2022, Erika Hilton anunciou que concorreria ao cargo de Deputada Federal pelo PSOL de São Paulo. "Minha pretensão de ir a Brasília é pela necessidade de refundação do Brasil", declarou à Folha de S.Paulo na ocasião. Ela logrou êxito, tendo sido eleita para ocupar o cargo de deputada federal com 256 903 votos.

## Vereadora na Câmara Municipal de São Paulo
No mandato como vereadora da cidade de São Paulo, Erika Hilton teve como prioridade as temáticas relacionadas à defesa e preservação dos Direitos Humanos, o combate à fome, a defesa da saúde pública e gratuita, bem como o foco nas políticas públicas para a população LGBT. Hilton debateu tais questões no âmbito da Câmara Municipal de São Paulo e teve ampla atuação e repercussão, sendo escolhida líder da bancada do PSOL na casa, a terceira maior da capital paulista, em 9 de agosto de 2022.
Foi eleita e reeleita, por unanimidade, a presidente da Comissão Extraordinária de Direitos Humanos e Cidadania, tornando-se a primeira representante do PSOL a presidir uma Comissão na cidade de São Paulo e uma das primeiras pessoas trans a alcançar tal feito no Brasil. Foi, ainda, membra titular da Comissão de Administração Pública e suplente da Comissão de Educação e Cultura.

### Produção legislativa

#### Projetos de Lei
Dentre os projetos de lei propostos por Erika Hilton cita-se a aprovação da Lei que criou o Fundo Municipal de Combate à Fome com o objetivo de financiar políticas públicas de segurança alimentar na cidade. Erika também é a responsável pela aprovação da Lei que criou o "Dia Municipal pela Vacinação e em Defesa das Trabalhadoras da Saúde". A vereadora ainda aprovou projetos homenageando mulheres trans e travestis da cidade de São Paulo.

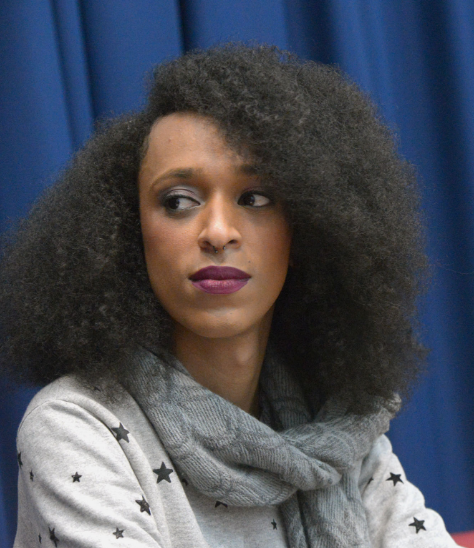
Assembleia Legislativa do Estado de São Paulo sedia discussão sobre cota em empresas para pessoas LGBT, em 2019

No seu primeiro ano de mandato Erika Hilton propôs aproximadamente 116 projetos de lei, tornando-se a parlamentar com a maior produção de propostas legislativas da Câmara de SP. No total foram propostos até julho de 2022 aproximadamente 162 sugestões de leis.

#### Audiências Públicas e Emendas Parlamentares
O mandato de Erika Hilton foi o responsável por realizar Audiências Públicas temáticas como a que discutiu a situação das políticas para HIV/AIDS no Município e a Audiência Pública Políticas LGBTQIA - Cidadania, Diversidade e Direitos. Ao todo foram 10 audiências públicas que abordaram questões sobre população em situação de rua, saúde e negritude, dentre outras. Erika Hilton também foi a parlamentar que articulou o protocolo do requerimento pela criação da Frente Parlamentar LGBTQIA+ por Cidadania e Direitos na Câmara Municipal de São Paulo.
Durante o auge da pandemia Erika Hilton destinou R$ 1 milhão em emendas parlamentares para a compra de vacinas pela Prefeitura de São Paulo. Também destinou R$ 1 milhão em emendas para o Fundo Municipal de Combate à Fome, além de destinar outros R$ 200 mil para a proteção de vidas durante o frio e organizar a campanha que arrecadou cerca de dois mil agasalhos. A Vereadora também aprovou a criação do Observatório contra a Fome na cidade de São Paulo.

### Atuação em Comissões

#### Comissão de Direitos Humanos
Na Comissão Extraordinária de Direitos Humanos, Erika Hilton liderou os trabalhos do organismo, sendo eleita por dois mandatos a presidenta da comissão. Sob a sua condução em 2021 foram realizadas 12 reuniões ordinárias, 7 reuniões extraordinárias, 9 audiências públicas e 2 seminários, com a aprovação de 55 requerimentos.

Como Presidenta da Comissão, Erika Hilton participou de uma série de visitas aos Centros Temporários de Acolhimento (CTA) da Prefeitura, instalações nas quais pessoas em situação de grave vulnerabilidade social recebem acolhimento, atendimento e apoio para reinserção no mercado de trabalho e na sociedade. As visitas tinham como objetivo avaliar a infraestrutura do espaço e fiscalizar o trabalho de acolhida. Da mesma forma foram feitas visitas à Praça Princesa Isabel e à Praça da Sé para avaliar a situação dos direitos das pessoas em situação de rua que se alojaram nesses locais.[carece de fontes?]

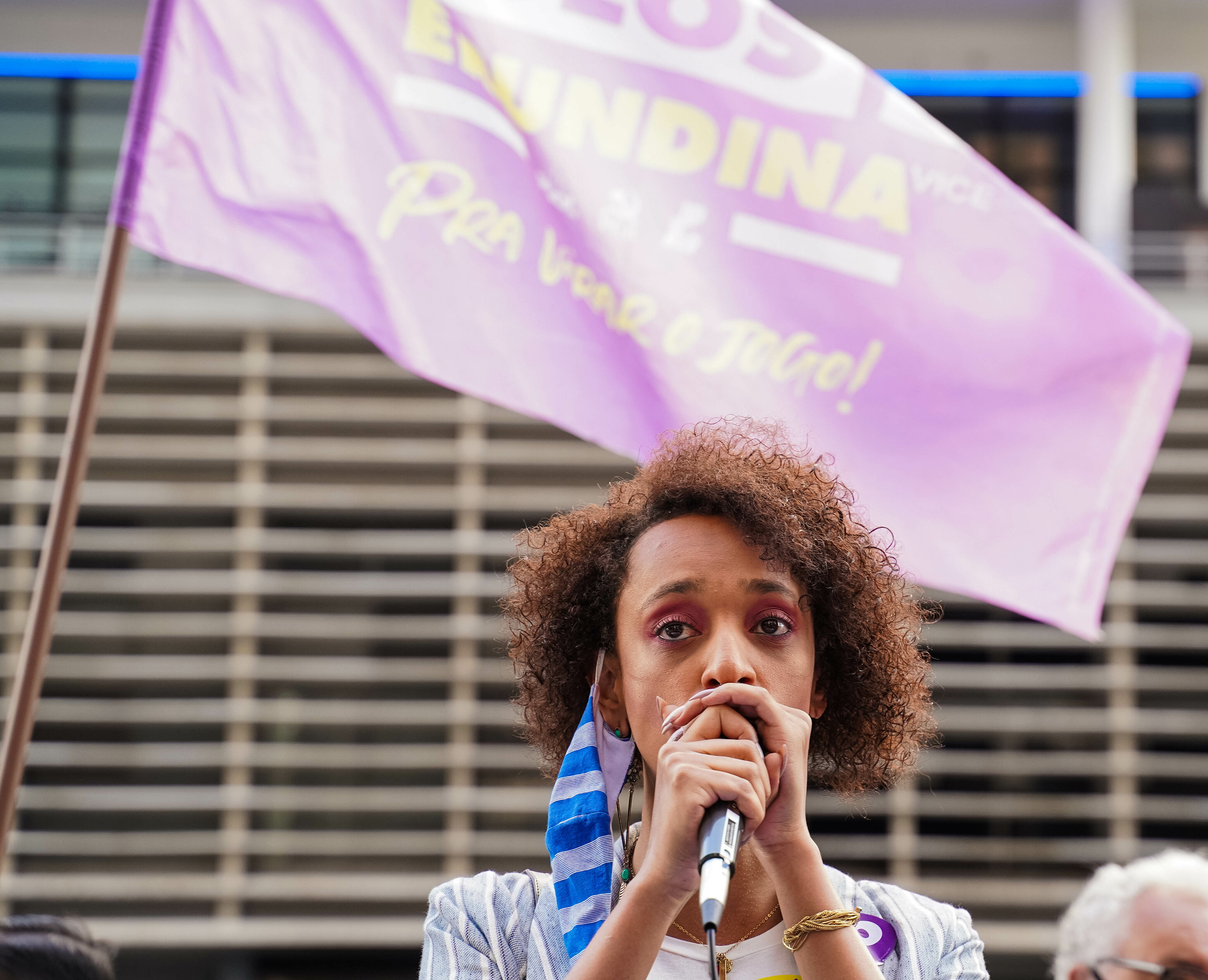
Campanha eleitoral para as eleições municipais de 2020

Conforme detalha o Relatório publicado pela Comissão, as ações temáticas realizadas durante a presidência de Erika Hilton incluem a criação do Observatório contra a Fome na cidade de São Paulo, debates sobre a visibilidade intersexo, a realização de audiências públicas sobre as políticas públicas para HIV/AIDS no Município de São Paulo e sobre a saúde da população negra, dentre outras, além da questão do acesso e gestão dos serviços da assistência social que atendem e acolhem a população em situação de rua.
Da mesma forma, o Agosto Indígena e a fome/segurança alimentar também foram objeto de audiências convocadas pela comissão. Além disso, houve a realização de seminários sobre a ocupação de edifícios antigos na cidade, bem como reuniões nas quais a pauta discutiu o trabalho análogo à escravidão e a qualidade da educação durante o período pandêmico.

#### Comissão de Administração Pública
Como membra titular da Comissão de Administração Pública, fórum responsável por opinar sobre matérias destinadas à estruturação de órgãos da Administração e sobre temas gerais da Administração como o funcionalismo público e prestação de serviços públicos, Erika Hilton foi a responsável pela proposição do requerimento que culminou na audiência pública sobre o Programa de Metas da Prefeitura de São Paulo,
Erika Hilton teve como atribuição a relatoria de diversos projetos de lei em trâmite na Comissão. Dentre eles destacam-se o PL n.º 580/2016, que dispõe sobre a criação do Fundo Municipal de Garantia dos Direitos das Mulheres, o PL n.º 14/2020, responsável por criar a Frente Parlamentar em defesa da periferia, o PL n.º 267/2018, que estabelece penalidades aos estabelecimentos que pratiquem atos de discriminação em São Paulo e o PL n.º 436/2019, que defende acrescentar nas escolas municipais o ensino a respeito de educação financeira.
Ainda defendeu um reajuste salarial amplo e irrestrito aos servidores da Guarda Civil Metropolitana durante a tramitação do PL 292/2022, que reestruturou a carreira da GCM, apontando que “de fato o que impacta na qualidade de vida desses trabalhadores, como as questões de carreira e remuneração, ficou sem nada. Isso não foi atendido”.

### CPI da Transfobia

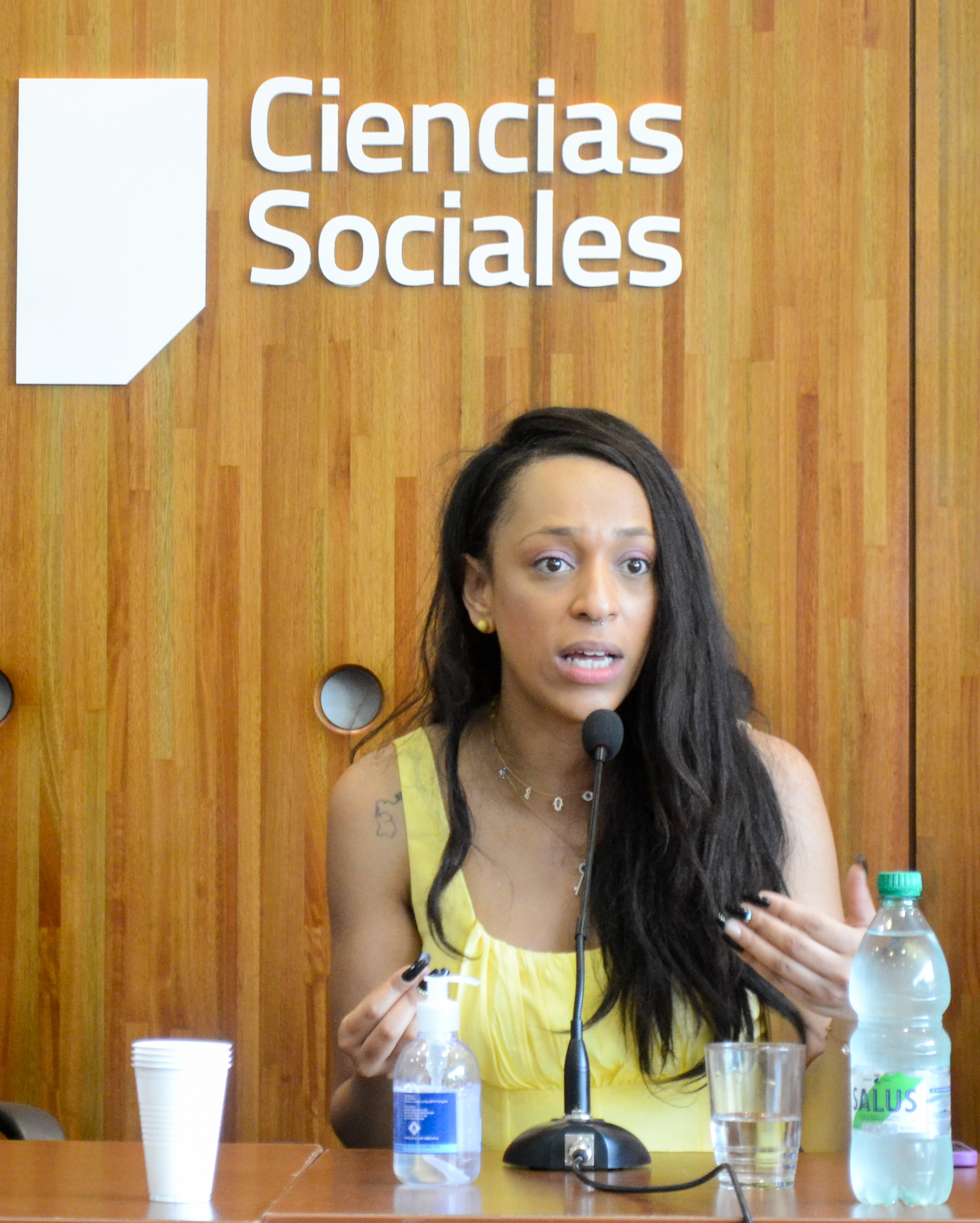
Bate-papo com Hilton organizado pelo Centro de Estudos Feministas Interdisciplinares da Faculdade de Ciências Sociais, Universidade da República, Uruguai (2021)

Por iniciativa de Erika Hilton, no dia 24 de setembro de 2021 foi instalada na Câmara Municipal de São Paulo uma Comissão Parlamentar de Inquérito (CPI) para investigar a violência contra pessoas trans e travestis na cidade. Erika Hilton foi eleita presidenta da Comissão e em conjunto com os demais membros tornou-se responsável por investigar as violências motivadas por transfobia cometidas contra mulheres e homens trans, travestis, transvestigêneres, pessoas transmasculinas e não binárias no Município.
O conjunto de dados relativos à investigação e às conclusões da CPI foram disponibilizados no relatório final da CPI, que encaminhou 189 recomendações a 33 instituições públicas e privadas sobre iniciativas de combate à transfobia institucional.

### Iniciativas judiciais
Dentre as ações judiciais realizadas pela parlamentar destaca-se o ingresso com ação na justiça que suspendeu a reintegração de posse da Ocupação Rio Branco. O seu mandato também provocou o Ministério Público contra o uso de recursos da Prefeitura de São Paulo para a realização da “motociata” do então presidente Jair Bolsonaro e requereu ao mesmo órgão a investigação acerca de uma possível omissão do Executivo na preservação das vidas das pessoas em situação de rua durante o frio na cidade. Outra iniciativa realizada foi a denúncia contra o jogador de vôlei Maurício Souza por LGBTfobia.
Foi apresentada ainda uma denúncia ao Alto Comissariado de Direitos Humanos da ONU solicitando o acompanhamento, por parte do organismo internacional, do caso do assassinato de Genivaldo de Jesus Santos por policiais rodoviários federais.
Ainda em sua atuação judicial Erika Hilton apresentou uma queixa-crime junto ao STF contra o presidente Jair Bolsonaro por homofobia e transfobia. A ação pede a abertura de um inquérito criminal contra o mandatário por falas feitas durante evento com evangélicos no Maranhão e tem o ministro Dias Toffoli como relator. Também processou 50 pessoas que teriam feito ameaças transfóbicas, racistas e machistas contra a parlamentar nas redes sociais.

#### Inclusão de transmasculinidades em política pública municipal de São Paulo
Em decisão unânime, o Órgão Especial do Tribunal de Justiça de São Paulo julgou inconstitucional a Lei Municipal n.º 17 574/21, que Institui o Programa de cuidados com as estudantes nas escolas da Rede Municipal de Ensino de São Paulo e determinou a inclusão de pessoas transmasculinas em políticas públicas originalmente direcionadas apenas a mulheres cisgênero.
A Ação Direta de Inconstitucionalidade foi articulada pelo mandato de Erika Hilton e proposta pelo PSOL, depois que a lei foi sancionada pelo Prefeito Ricardo Nunes. Durante a tramitação do Projeto de Lei que se tornaria a Lei Municipal n.º 17 574, a vereadora Erika Hilton e o vereador Thammy Miranda, apresentaram um substitutivo ao texto com o objetivo promover a modificação dos pronomes pessoais utilizados no texto original, que estavam direcionados exclusivamente a mulheres cisgênero.

## Atuação como Deputada Federal

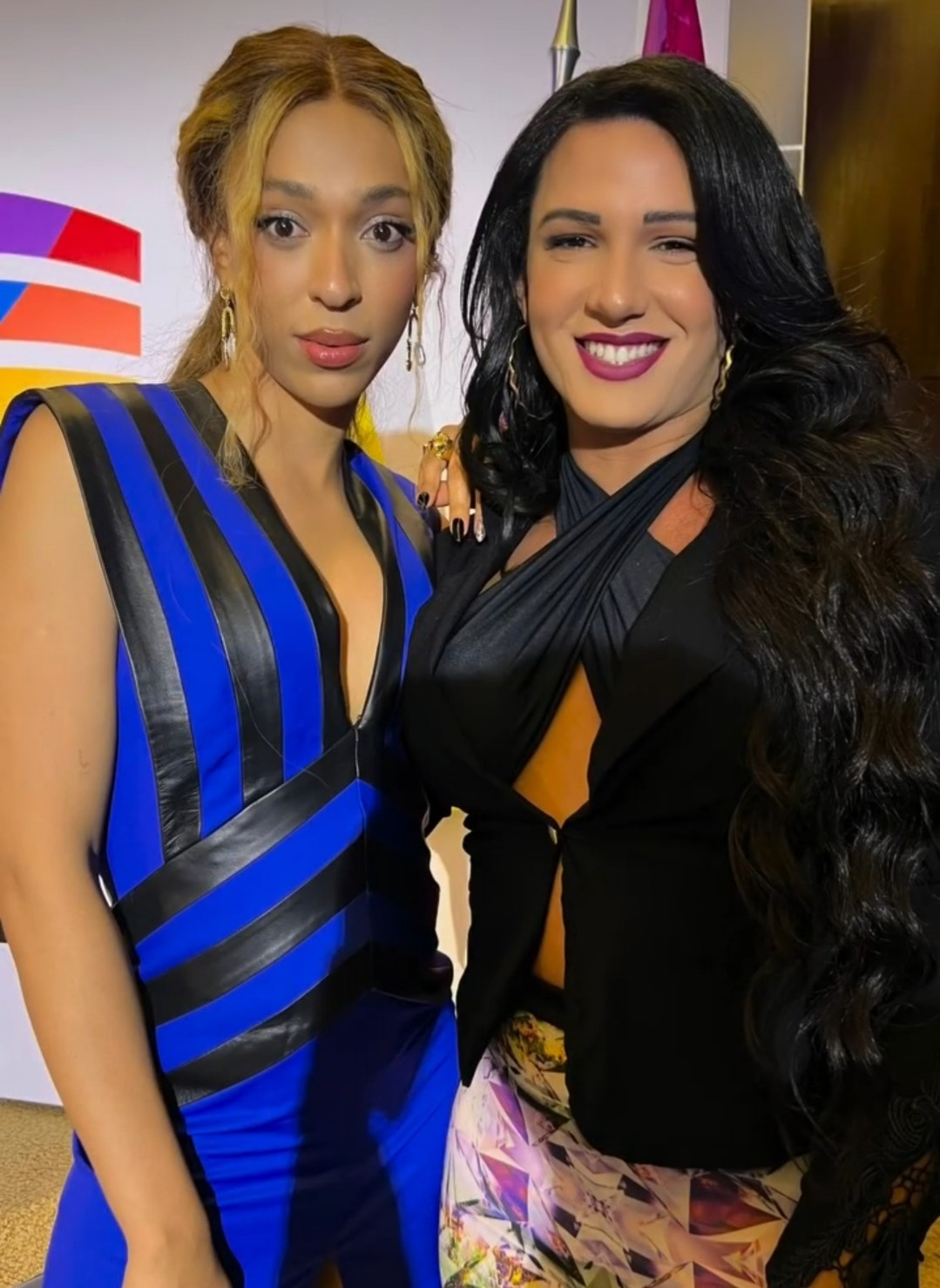
Erika Hilton e Thabatta Pimenta no lançamento da Frente Parlamentar LGBTI em 2023.

Hilton assumiu o mandato como deputada federal em 1 de fevereiro de 2023 como a primeira mulher negra e travesti a ocupar o cargo na história. Uma das pautas do mandato de Hilton é a inclusão de pessoas trans e travestis no mercado de trabalho.
Em maio de 2023 foi eleita por unanimidade como vice-presidente da Comissão de Direitos Humanos, Minorias e Igualdade Racial da Câmara dos Deputados.
Atuou na CPI que investigou os ataques de 8 de janeiro em Brasília, quando foi alvo de comentários transfóbicos do colega Abilio Brunini. Durante a fala de Erika na Comissão, Brunini teria dito que ela estava "oferecendo serviços" na Câmara. Em decorrência das falas, o Ministério Público Eleitoral pediu a investigação de Brunini por violência política e de gênero, fato que será apurado pela Procurador-Geral da República.
Em 30 de agosto de 2023, como 2ª Vice-Presidente da Comissão de Direitos Humanos, Minorias e Igualdade Racial, compôs a mesa e participou do debate em audiência pública destinada a debater as "Condições dos cárceres, a prevenção e o combate à tortura e o sistema de justiça no Brasil".
Em setembro de 2023 atuou na votação de Projeto de Lei 5 167/2009, que tenta proibir a união civil entre pessoas do mesmo sexo no Brasil. Hilton foi alvo de transfobia por parte do parlamentar Pastor Isidório, que a chamou de "amigo", em desrespeito à identidade de gênero dela. Dada a oposição, a votação do projeto foi adiada.
Em resposta ao Projeto de Lei, Hilton liderou a criação da Frente Parlamentar em Defesa da Cidadania e dos Direitos da Comunidade LGBT, lançada em 19 de setembro de 2023 com o apoio de mais de 210 deputados e senadores. O objetivo principal do grupo é fomentar a promoção e proteção dos direitos das pessoas LGBT no Brasil. Erika foi escolhida como presidente da Frente.
Em fevereiro de 2024, Erika foi escolhida líder da bancada do PSOL na Câmara, tornando-se a primeira mulher trans a comandar bancada no Congresso Nacional.
Desde maio de 2024, Erika emprega dois maquiadores profissionais em seu gabinete, Ronaldo Cesar Camargo Hass e Índy Cunha Montiel da Rocha. Ambos divulgam seu trabalho como profissionais da maquiagem nas redes sociais, frequentemente aparecendo ao lado da parlamentar. Segundo Erika, os dois executam funções tanto de maquilhadores como de assessores no apoio à parlamentar, realçando serem LGBTs com formação acadêmica.
Em junho de 2025, deslocou-se a Lisboa, em Portugal, para participar no Europride 2025, onde foi convidada de destaque em uma das conferências, com a temática Direitos Humanos, realizada no Cinema São Jorge. O Europride 2025, realizado com financiamento israelense, foi amplamente denunciado como caso de pinkwashing objetivando limpar a má imagem de Israel resultante da guerra que vem promovendo em Gaza desde 2023, com mais de 40 organizações subscrevendo o manifesto "No Pride In Genocide". Foi também denunciado como evento de lógica empresarial, e boicotado pelas principais organizações LGBT portuguesas, como a ILGA Portugal, a Rede Ex Aequo e a AMPLOS, que abandonaram a organização do mesmo devido à "falta de transparência, de representatividade e de compromisso com as necessidades reais da comunidade". O maquilhador/assessor Ronaldo Hass acompanhou Hilton na viagem à Europa. Após o Europride, a dupla deslocou-se a Paris, onde assistiu um show da cantora Beyoncé, sendo por isso acusada de dissipar dinheiro público para seu recreio pessoal. Erika mantém que se tratou de uma viagem de trabalho, feita com autorização do presidente da Câmara de Deputados, Hugo Motta, esclarecendo que a fez com seus próprios meios e sem recurso ao erário público. A deslocação à Europa coincidiu com a Parada LGBT de São Paulo, motivando vários questionamentos sobre a ausência da parlamentar nesse evento.

## Ameaças e ataques
Em abril de 2019, no período em que Hilton integrava a Bancada Ativista na ALESP, o deputado estadual Douglas Garcia (PSL) disse em uma sessão no plenário da ALESP que iria "tirar no tapa" uma transexual que usasse o mesmo banheiro feminino de sua mãe ou sua irmã. O deputado foi punido com uma advertência verbal pelo Conselho de Ética da Assembleia Legislativa de São Paulo.
No dia 26 de janeiro de 2021 Hilton foi perseguida por um homem dentro da Câmara Municipal de São Paulo. O homem portava uma bandeira e usava máscaras com símbolos religiosos e entrou no gabinete pedindo insistentemente para falar com a parlamentar. Ele se apresentou como "garçom reaça" e disse ser uma das pessoas que estão sendo processadas pela vereadora. No início de janeiro Erika protocolou uma ação contra cinquenta pessoas suspeitas de fazer ameaças transfóbicas e racistas contra ela na internet. A polícia investiga se o caso tem relação com outros dois atentados contra vereadoras transgênero do PSOL em São Paulo.
Durante a CPI dos Atos Golpistas, em 2023, os senadores Soraya Thronicke e Rogério Carvalho denunciaram um suposto comentário transfóbico por parte do deputado Abilio Brunini (PL), após supostamente o deputado falar que a deputada Hilton estaria "oferecendo os seus serviços". A fala supostamente ocorreu durante a fala da deputada na sessão.

## Prêmios e reconhecimento
Em razão do seu trabalho e ativismo Erika Hilton foi reconhecida com o prêmio "Generation Change", promovido pela MTV durante o Europe Music Awards de 2021. Também foi considerada Personalidade Destaque de 2021 pela Revista IstoÉ. No Uruguai recebeu a honraria “Visita Ilustre no Teatro Solis”, concedida pela Prefeitura de Montevidéu.
Foi destaque em uma das edições do "Next Generation Leaders", ranking elaborado pela tradicional revista estadunidense Time. Ainda recebeu o título de “Most Influential People of African Descent” ("pessoa influente de descendência africana"), apoiado pela ONU, que reconhece as pessoas negras mais influentes do mundo. Foi a primeira travesti a ser entrevistada pelo Roda Viva, tradicional programa de entrevistas da TV Cultura e recebeu o Prêmio Claudia Wonder pelo seu ativismo de gênero.
Foi eleita uma das "100 mulheres mais inspiradoras e influentes do mundo em 2022" pela BBC. A atuação como vereadora rendeu-lhe cobertura de diversos veículos de imprensa internacionais.
Em 2023, no Prêmio Congresso em Foco ficou em sexto lugar na categoria "Melhores na câmara pelo júri especializado", segundo lugar em "Melhor na câmara pela internet" e segundo lugar em "Melhores na câmara pela internet - Região Sudeste". Porém, em 2024, ela venceu a votação pela internet nas mesmas categorias que concorreu anteriormente, bem como conquistou o terceiro lugar na categoria "melhores na câmara pelos jornalistas" e ficou no pódio da categoria especial "cidades inteligentes pelo júri especializado".

## Vida pessoal
Sobre sua orientação sexual, Erika afirmou que tentou ter relacionamentos com mulheres, mas não deu certo. Ela está em um relacionamento com o fotógrafo Daniel Zezza, desde 2023. Daniel é homem trans e ambos vivem um relacionamento transcentrado.

## Desempenho eleitoral
| Ano  | Eleição                | Partido | Cargo            | Votos   | %     | Resultado | Ref.    |
| ---- | ---------------------- | ------- | ---------------- | ------- | ----- | --------- | ------- |
| 2020 | Municipal de São Paulo | PSOL    | Vereadora        | 50 508  | 0,99% | Eleita    | [ 126 ] |
| 2022 | Estaduais em São Paulo | PSOL    | Deputada federal | 256 903 | 1,08% | Eleita    | [ 127 ] |

## Filmografia

### Cinema
| Ano  | Título                        | Papel     | Ref.    |
| ---- | ----------------------------- | --------- | ------- |
| 2018 | Para Onde Voam As Feiticeiras | Ela mesma | [ 128 ] |
| 2022 | Corpolítica                   | Ela mesma | [ 129 ] |
| 2024 | Vitória Trans                 | Ela mesma | [ 130 ] |

### Televisão
| Ano  | Título     | Papel     | Notas                              | Ref.    |
| ---- | ---------- | --------- | ---------------------------------- | ------- |
| 2021 | Roda Viva  | Ela mesma | Episódio: "1 de fevereiro de 2021" | [ 131 ] |
| 2021 | Fantástico | Ela mesma | Episódio: "30 de maio de 2021"     | [ 132 ] |
| 2021 | MTV EMA    | Ela mesma | MTV Europe Music Awards de 2021    | [ 12 ]  |